# Pony della Galizia
Il pony della Galizia, nome ufficiale Purosangue Gallega (PRG), è un sottotipo di razza equina Equus Caballus di piccole dimensioni, riconosciuta come l'unica razza autoctona di cavalli in Galizia.
Il cavallo di montagna gallego o gallego è una razza di piccoli cavalli della Galizia, nella Spagna nord-occidentale ed è geneticamente molto vicino alla razza Garrano del Portogallo settentrionale; in passato era usato come cavallo da guerra e in agricoltura, ma ora viene allevato principalmente per la carne.
Altre denominazioni tradizionali sono cabalo razza galega,' caballo gallego de monte, cavallo galaico, Galizana FACA, galega FACA o Besta, caballo de pura raza gallega, raza equina cabalo galego do monte.

## Origini e storia
Le più antiche testimonianze sopravvissute della presenza di popolazioni equine in Galizia si trovano nelle rappresentazioni rupestri nell'area di Sabucedo, nel diadema di Ribadeo, dove compaiono cavalli montati insieme a vitelli e guerrieri, e i petroglifi di Viladesuso, con rappresentazioni di carrozze trainate da cavalli a Campo Lameiro, nella Sierra de A Groba, risalente al periodo dell'età del bronzo dal 2500 a.C. fino al 2000 a. C.
La teoria più accettata sull'origine del cavallo di razza galiziana sostiene che i popoli celtici arrivarono nel nord della penisola iberica intorno ai secoli VII - VI a. C. che presentò un esemplare, con una testa piccola e orecchie corte, una groppa forte e capelli grossolani di colore scuro. Questi cavalli galiziani o galiziani del nord della penisola, oltre ai pony o agli Asturcones, sono citati da autori classici come i poeti Gracio e Silio, Estrabón, Marcial, Plinio e anche dal periodo medievale della riconquista, dove l'allevamento di cavalli era fortemente associato all'attività colonizzatrice dei monasteri istituiti durante il X - XI secolo. Questa fase comune ha attraversato i secoli differenziandosi a causa delle condizioni ambientali e dell'intervento dei processi di incroci, dando origine alle varie razze legate alla Galizia che si estendono attraverso la facciata europea dell'Atlantico, dal Portogallo alla Scozia e all'Islanda.
Nonostante vivesse tradizionalmente in libertà nelle aree montuose galiziane, principalmente in gruppi o branchi, il cavallo galiziano era sfruttato dall'attività umana nei tempi antichi come animale da combattimento e in seguito destinato a cavalcare e lavorare in campagna, inoltre è utilizzato anche per il consumo di carne.
Con la meccanizzazione dell'agricoltura e l'interesse preferenziale per aumentare la popolazione di animali destinati alle industrie della carne, negli ultimi decenni del XX secolo la popolazione di cavalli selvaggi geneticamente puri è stata ridotta a causa di processi di incroci.
In questo contesto, verso la fine degli anni ottanta, su iniziativa di varie organizzazioni internazionali come le Nazioni Unite e la FAO o l'allora CEE, sono state sviluppate varie iniziative volte alla protezione e alla conservazione delle razze domestiche in pericolo di estinzione che hanno portato alla fine del 2007 la popolazione censita a circa 1.300 esemplari.

## Habitat e affiliazione genetica
Il cavallo montano galiziano è distribuito in un habitat che copre le aree montuose della Galizia, nel nord-ovest della penisola iberica, concentrandosi particolarmente nelle aree delle province di Pontevedra e Lugo. Vivono in aree con ampie catene montuose, in zone non dedicate al pascolo ma con una minima quantità di alberi, grande quantità di arbusti e con una bassa densità di popolazione; è un animale che si adatta anche a condizioni meteorologiche diverse e che non ha bisogno di una particolare dieta perché si mantiene anche con solo erbe infestanti e arbusti del genere ulex o ericacee
.
Secondo studi sulla sua parentela genetica, è strettamente correlato ad altri sottotipi dell'ambiente cantabrico - pirenaico come il jackfruit di Navarra e il Pottok. Successivamente, è stata stabilita la sua relazione più stretta con la razza monchina, non inclusa in studi precedenti.
Il cavallo galiziano è stato tradizionalmente classificato nel gruppo di cavalli domestici o tarpan di tipo pony celtico, originario del nord della penisola iberica, così come Asturcón, Sorraia, Garrano o Phaco Galician, Jaca Soriana e Losino; è stato considerato anche un rapporto fenotipico con il pony britannico, in particolare con Exmoor, ai quali è attribuita anche la stessa origine.

## Descrizione e aspetti morfologici

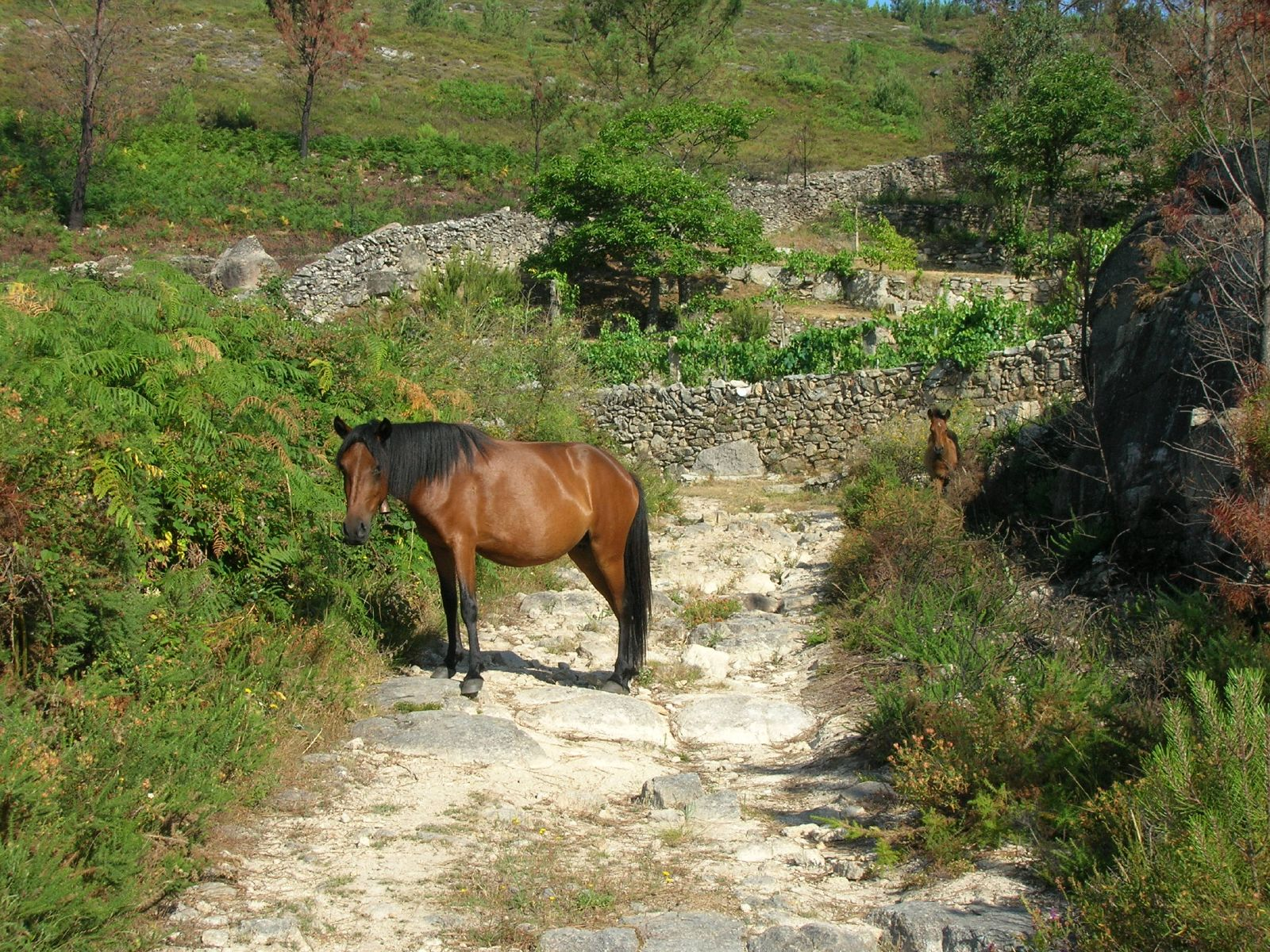
Ruta de Padrendo, Lobios

Allevati in condizioni semi-brade o stabulari I cavalli di razza galiziana sono descritti come animali dal comportamento mansueto. Riguardo al profilo dorsale esso è dritto o sub-concavo. Gli esemplari di questa razza sono ellipometrici (ossia di peso inferiore rispetto alla specie) e di proporzioni sublongilinee. Hanno un'altezza al garrese compresa tra 120 e 140 cm. In generale, il suo aspetto fisico lo definisce come un cavallo dalle dimensioni contenute, forte e robusto, adattato ai rilievi del massiccio galaico; è anche cavallo da sella e da tiro facilmente governabile dato il suo temperamento mite. Per quanto riguarda la riproduzione essa sovente avviene in modo naturale. Il rapporto fra i sessi è di 1/10 rispettivamente maschi/femmine. La pubertà si raggiunge ai 18-20 mesi di età ed il primo intervento di copertura (inseminazione) si attua a 24 mesi circa, solitamente avvengono nel periodo primaverile estivo. La durata della gestazione è di 11 mesi con nascite uniformate e concentrate con la stagionalità ovvero in prossimità della più alta disponibilità di foraggio.
L’animale si presenta mesomorfo con una prevalenza dello sviluppo del volume toracico rispetto a quello degli arti, con addome arrotondato, torace profondo e petto stretto.
- La testa, dalla fronte ampia e piatta con abbondante toupee, contiene occhi espressivi e labbra spesse.
- Il collo è leggero e di media lunghezza.
- Il tronco è concavo e la linea dorsale poco incavata e tendenzialmente rettilinea.
- La groppa è ben angolata e forte (in linea con il tipo tradizionale di allevamento nelle zone montane galiziane).
- Gli arti sono sottili con scheletro leggero, corti e forti. Gli zoccoli sono di piccole dimensioni e generalmente bruni. In qualche occasione alla periferia degli arti sono presenti balzane alto calzate.
- Criniera e coda sono molto folte, normalmente sciolta di peli forti e fitti. Il pelo deve essere necessariamente baio, morello o sauro e tutti quelli con mantelli differenti non sono ammessi come cavalli di questa razza. Segni bianchi o di altro tipo sulla fronte o sulle gambe sono da considerare difetti.

I puledri nascono con un peso di 35-50 chili; quando hanno un’età compresa tra i 6 e i 10 mesi raggiungono i 100–200 kg di peso. L'animale adulto è realizzato a 280 – 320 kg.

## Orientamento produttivo
In origine il Pony della Galizia veniva allevato in un regime di libertà sulle montagne galiziane, basandosi principalmente sull'ottenimento di esemplari dediti al lavoro e al trasporto di materiali, successivamente con l'avvento della meccanizzazione si è abbandonato l'utilizzo di questa razza per scopi lavorativi e produttivi.
Il "cavallo galego de monte" non è molto utilizzato per la produzione di carne, nonostante sia di ottima qualità.
Ad oggi la legislazione incoraggia l'allevamento del pony della Galizia a fini espostivi, sportivi o di svago.
Nella disciplina dell'equitazione spicca la sua attitudine per qualsiasi modalità: competizione, tempo libero, passeggiate e percorsi di turismo equestre, prove di salto nella categoria "pony", accoppiamento leggero, dressage e competizione completa; inoltre noto il suo docile carattere viene anche utilizzato nella disciplina dell'ippoterapia.

## Sviluppo legislativo
Il Pony della Galizia, conosciuto come "Cabalo Galego do Monte" ad oggi sta seguendo un percorso finalizzato al recupero e alla conservazione della razza.
Questo processo di ripristino ha attraversato due fasi storiche:
1. entrata in vigore dell'articolo 2078/92/CEE
2. entrata in vigore dell'ordine del ministero dell'agricoltura, allevamento e politiche agro-alimentari del 23 Settembre 1998, che stabilisce lo standard di razza e la regolamentazione specifica del libro genealogico.

La salvaguardia di questa razza a livello legislativo si è sviluppata nelle seguenti fasi:
- nei primi anni del novecento alcune organizzazioni (FAO, UNEP, ONU, UE) hanno cominciato ad includere nei programmi operativi la promozione della protezione di specie a rischio, di conseguenza alcuni settori hanno cominciato a fare degli studi come l'area geografica di appartenenza, il numero di animali e le popolazioni;
- nel 1992 con la riforma della PAC sono stati stanziati dei fondi per l'allevamento e il mantenimento di razze a rischio; il 17 dicembre 1992 venne firmata la legge che certifica la nascita degli "allevatori del pony della Galizia".
- fase dell'entrata in vigore del regolamento 2078/92/CEE fino alla pubblicazione dello standard di razza e della regolamentazione specifica del libro di registro genealogico pubblicato il 4 Agosto 1996 la quale stabilisce per la comunità autonoma della Galizia determinate misure per la promozione dei metodi di produzione agricola e allevamento compatibili con la protezione dell'ambiente e la conservazione dello spazio naturale.
- Formazione dell' "associazione Pure Raza Cabalo Galego”[7], un'organizzazione senza scopo di lucro, formalmente costituita nel 1997. Essa lavora per il recupero del cavallo di pura razza galiziana (PRG) ed è incluso nel piano EAGGF e nel programma agro-ambientale Europeo per la promozione delle razze indigene in via di estinzione (AG236K),del Ministero dell'Agricoltura, dell'Alimentazione e dell'Ambiente e il Ministero delle zone rurali e marittime della Xunta de Galicia.
- nel 1999 è stata ufficialmente riconosciuta dalla Xunta de Galicia come entità collaboratrice nel recupero del cavallo di pura razza galiziana e dal 2001 al 2008 è stata ufficialmente incaricata della gestione del Libro Genealogico con il Governo Galiziano. La razza è iscritta nel Registro Generale delle Associazioni per la Protezione e la Difesa degli Animali Domestici e Selvatici in Cattività; nel 2000, inoltre, ha ottenuto la bandiera europea dell'ambiente.[7]

## Caratteristiche e conservazione della razza
La conservazione della razza del cavallo gallego di monte è rappresentata principalmente da questi eventi:
- Svolgimento di corsi per l'addestramento del personale che integri le commissioni di valutazione e qualificazione degli esemplari della razza.
- La creazione di un sistema di identificazione per le persone selezionate con una rapida ma efficiente identificazione visiva e allo stesso tempo affidabile come l'identificazione con un chip elettronico.
- Nascita dell'associazione collaboratrice per il recupero e la promozione della razza l'11 giugno del 1999.
- La firma di un nuovo accordo con l'associazione di proprietari e allevatori del Caballo Galego de Monte, con l'obiettivo di aumentare la mandria con più esemplari con divulgazione e conoscenza della razza a partire dal 1998.
- La creazione, il 20 ottobre del 1993, del documento di identificazione (passaporto)  con funzione di identificazione e riconoscimento nell'albero genealogico valido per tutta la Comunità Europea di tutti gli equidi registrati.

Il 1999 è stato l'anno in cui sono state registrate più copie. L'attuale censimento è di 190 copie registrate nei diversi registri del libro genealogico della razza, mentre nel 1998 il numero totale di animali registrati era di 104 teste. Questo aumento del censimento conferma che sempre più allevatori sono interessati a recuperare una razza autoctona apprezzata per le sue caratteristiche di robustezza e resistenza, grazie anche all'amministrazione che ha compiuto e sta compiendo uno sforzo nel recupero della nostra razza di cavalli nativi.
È previsto inoltre, lo sviluppo di un corso per acquisire il titolo di giudice di valutazione e qualificazione del Cavallo gallego di Monte, con la nascita di un programma computerizzato per semplificare e conservare il funzionamento del libro genealogico con rilascio del passaporto e identificazione elettronica.